# Hemignathus flavus
Hemignathus flavus là một loài chim trong họ Fringillidae.